# 後藤王様
| 後藤王様 | 後藤王様                        |
| -------- | ------------------------------- |
| 生誕     | 1971年6月12日                   |
| 出身地   | 日本 埼玉                       |
| ジャンル | アニメソング ゲームミュージック |
| 職業     | DJ イベント企画                 |

後藤王様 (ごとうおうさま、本名：後藤 治 (ごとう おさむ)、1971年6月12日 - ) は、日本出身のアニメソングクラブDJ、MC、イベントオーガナイザーである。

## 来歴・人物
身長156cm、足のサイズ22.5cm。
面白い事を最大の行動原理として40歳を超えた今でも無邪気に楽しいを探し続ける。
趣味の幅は広くDJ、アニメ鑑賞、プロレス、ゲーム、T-RPG、イベント企画等々。
ガジェットの企画、制作にも多数取りくみ自主企画イベント“後藤王国祭”で初披露した
自転車発電式DJシステム“弱虫発電システム”は自転車ライダーの間で話題になった。
なお、この「弱虫」は渡辺航原作の『弱虫ペダル』から取ったのではなく立原あゆみ原作の「弱虫」から名をつけられた。
1994年よりイベントオーガナイザ、MCとして活動開始。
新宿歌舞伎町でスタートしたアニソンDJのキャリアは20年を超える。
数多のイベントでアニソンDJを披露の傍ら東京ゲームショウのコスプレステージでのステージコントロールDJ、開国博Y150等大型イベントのステージディレクションも務める。
近年は秋葉原Mogra開催のANISONINDEXではレギュラーを務め続け都市型大型FESProject RE:animation立ち上げに参加。
2015年にはCountDownAsiaIN Jakartaにてインドネシアのフェスを皮切りに中国、台湾等アジアを中心に出演。
TVアニメ『彼女がフラグをおられたら』公式イベントDJや幕張メッセでの「GRANRODEO 10th ANNIVERSARY LIVE 2015 ROCK☆SHOW」オープニングDJ。
「Anime Japan」関連イベント「AJ Night」では“ラブライブ! μ’s DJMIX by Re:animation”を披露。
稲城市情報発信基地ベアプラスオープニングパーティーではメカデザイナー大河原邦男氏デザインのメカ作品のみのDJプレイ。
とちテレアニメフェスタでは2015年より連続出演。
Sammy MAXBEATでのDJ他多数のパチンコ、パチスロイベントでも活躍。
2019年3月をもって株式会社リアニメーションを退社、現在所属を後藤王国としてDJ活動並びDJ講師として活動しながら、面白いエンターテイメントを探している。

## 略歴
- 1991年〜1999年 新宿「絵夢」にてDJ Erica Wisteria、DJ篠原と共にDJユニット「硬派後藤組」を結成。 六本木Velfarre（最終金曜日開催 Sexy Cosplay Rave 約500人動員)、新宿Club complex codeなど2000人クラスの大箱イベントを次々とプロデュースし自らもDJやMCで出演。  絵夢主催で後楽園ゆうえんち（現在の東京ドームシティ）のイベントに出演する予定があったが、1995年当時はまだコスプレへの理解がTDC側の理解が得られず、当時は実現には至っていない。
- 2000年　ユニット名を「後藤王国」へ改名。
- 2001年   同ユニットを宗教法人化（後藤の光）とすることにより、王国を一種のタックスヘイブン及び治外法権とする巨大な構想を打ち立てていたが失敗に終わる。
- 2002年〜2014年 ClubLoversをオーガナイズ
- 2009年～2017年 ANISON INDEXにレギュラー出演
- 2010年〜2019年 Re:animationにレギュラー参加
- 2017年～2019年 株式会社リアニメーション取締役に就任
- 2019年〜現在　 後藤王国のみを所属とする。

## 主なライブ
- 2010年～2019年 - Re:animation
- 2015年6月6日、7日 - COUNTDOWN ASIA FESTIVAL in Jakarta
- 2015年10月24日、25日 - GRANRODEO 10th ANNIVERSARY LIVE 2015 ROCK☆SHOW
- 2016年3月26日 - 「AJ Night 2016」～AnimeJapan 2016サタデーナイトフェス～
- 2016年4月23日 - 「いなぎ発信基地ペアテラス」オープニングイベント 大河原邦男さん作品DJタイム
- 2016年10月23日 - “戦国乙女ファン大感謝祭＠秋葉原”
- 2017年7月31日- ユニバカ☓サミフェス2017
- 2018年5月5日 - BASQ×とちてれ☆アニメフェスタ　アニソンDJ祭
- 2018年5月13日 - アニュータライブ2018「あにゅパ！！」オープニングDJ
- 2018年8月19日、20日 - 第19回 漫画博覧会（台北）LUMICAブース
- 2019年5月4日 - ES UTSUNOMIYA×とちてれ☆アニメフェスタ アニソンDJ祭Vol.５